# الرصيفة (مكة المكرمة)
حي الرصيفة، أحد أحياء مكة المكرمة وهو حي سكني تابع لبلدية المسفلة يحده حي الخالدية جنوباً وحي النزهة شمالاً وحي الهنداوية شرقاً وحي الشوقية غرباً.

## النطاق الجغرافي
يتبع حي الرصيفة بلدية المسفلة التي تمتد من الطريق الدائري الثاني وطريق" أم القرى" شمالاً، إلى طريق الدائري الثالث مروراً بموقف حجز السيارات بكدي جنوباً، ومن طريق الأمير "متعب بن عبد العزيز" شرقاً، إلى الطريق الدلئري الثالث غرباً، وتضم ثمانية أحياء مثل "حي "المسفلة"، وحي "كدي".

## عدد السكان
يبلغ عدد سكان الرصيفة 24600 نسمة وهو يمثل نسبة 2% من سكان مدينة مكة المكرمة.

## المساحة
مساحة حي الرصيفة 1.13 كم2 وهو يمثل 0.1% بالنسبة لمساحة مدينة مكة المكرمة 

## المناخ
| البيانات المناخية لـمكة           | البيانات المناخية لـمكة | البيانات المناخية لـمكة | البيانات المناخية لـمكة | البيانات المناخية لـمكة | البيانات المناخية لـمكة | البيانات المناخية لـمكة | البيانات المناخية لـمكة | البيانات المناخية لـمكة | البيانات المناخية لـمكة | البيانات المناخية لـمكة | البيانات المناخية لـمكة | البيانات المناخية لـمكة | البيانات المناخية لـمكة |
| الشهر                             | يناير                   | فبراير                  | مارس                    | أبريل                   | مايو                    | يونيو                   | يوليو                   | أغسطس                   | سبتمبر                  | أكتوبر                  | نوفمبر                  | ديسمبر                  | المعدل السنوي           |
| --------------------------------- | ----------------------- | ----------------------- | ----------------------- | ----------------------- | ----------------------- | ----------------------- | ----------------------- | ----------------------- | ----------------------- | ----------------------- | ----------------------- | ----------------------- | ----------------------- |
| الدرجة القصوى °م (°ف)             | 37.0 (98.6)             | 38.3 (100.9)            | 42.0 (107.6)            | 44.7 (112.5)            | 49.4 (120.9)            | 49.4 (120.9)            | 49.8 (121.6)            | 49.6 (121.3)            | 49.4 (120.9)            | 46.8 (116.2)            | 40.8 (105.4)            | 37.8 (100.0)            | 49.8 (121.6)            |
| متوسط درجة الحرارة الكبرى °م (°ف) | 30.2 (86.4)             | 31.4 (88.5)             | 34.6 (94.3)             | 38.5 (101.3)            | 41.9 (107.4)            | 43.7 (110.7)            | 42.8 (109.0)            | 42.7 (108.9)            | 42.7 (108.9)            | 39.9 (103.8)            | 35.0 (95.0)             | 31.8 (89.2)             | 37.9 (100.3)            |
| المتوسط اليومي °م (°ف)            | 23.9 (75.0)             | 24.5 (76.1)             | 27.2 (81.0)             | 30.8 (87.4)             | 34.3 (93.7)             | 35.7 (96.3)             | 35.8 (96.4)             | 35.6 (96.1)             | 35.0 (95.0)             | 32.1 (89.8)             | 28.3 (82.9)             | 25.5 (77.9)             | 30.7 (87.3)             |
| متوسط درجة الحرارة الصغرى °م (°ف) | 18.6 (65.5)             | 18.9 (66.0)             | 21.0 (69.8)             | 24.3 (75.7)             | 27.5 (81.5)             | 28.3 (82.9)             | 29.0 (84.2)             | 29.3 (84.7)             | 28.8 (83.8)             | 25.8 (78.4)             | 22.9 (73.2)             | 20.2 (68.4)             | 24.6 (76.2)             |
| أدنى درجة حرارة °م (°ف)           | 11.0 (51.8)             | 10.0 (50.0)             | 13.0 (55.4)             | 15.6 (60.1)             | 20.3 (68.5)             | 22.0 (71.6)             | 23.4 (74.1)             | 23.4 (74.1)             | 22.0 (71.6)             | 18.0 (64.4)             | 16.4 (61.5)             | 12.4 (54.3)             | 10.0 (50.0)             |
| معدل هطول الأمطار مم (إنش)        | 20.6 (0.81)             | 1.4 (0.06)              | 6.2 (0.24)              | 11.6 (0.46)             | 0.6 (0.02)              | 0.0 (0.0)               | 1.5 (0.06)              | 5.6 (0.22)              | 5.3 (0.21)              | 14.2 (0.56)             | 21.7 (0.85)             | 21.4 (0.84)             | 110.1 (4.33)            |
| متوسط أيام هطول الأمطار           | 4.1                     | 0.9                     | 2.0                     | 1.9                     | 0.7                     | 0.0                     | 0.2                     | 1.6                     | 2.3                     | 1.9                     | 3.9                     | 3.6                     | 23.1                    |
| متوسط الرطوبة النسبية (%)         | 58                      | 54                      | 48                      | 43                      | 36                      | 33                      | 34                      | 39                      | 45                      | 50                      | 58                      | 59                      | 46                      |
| المصدر:                           |                         |                         |                         |                         |                         |                         |                         |                         |                         |                         |                         |                         |                         |

## الأماكن العامة

### الحدائق العامة
توجد في الرصيفة تسعة حدائق عامة تخدم سكان الحي والأحياء المجاورة.

### المتاحف
يوجد في الرصيف متحفين.

## انظر ايضاً
- مكة المكرمة

## وصلات خارجية
- أحياء مكة القديمة
- العاصمة المقدسة.